# Грэйер, Джефф
Джеффри «Джефф» Грэйер (англ. Jeffrey "Jeff" Grayer; родился 17 декабря 1965 года, Флинт, штат Мичиган, США) ― американский профессиональный баскетболист и тренер, выступавший в Национальной баскетбольной ассоциации.

## Биография
Играл на позиции атакующего защитника. Во время своей студенческой карьеры выступал в составе баскетбольной команды университета штата Айова «Айова Стэйт Сайклонс» с 1984 по 1988 годы, установив и до сих пор удерживая рекорд команды по набранным очкам (2502). Трижды подряд включался в первую сборную всех звёзд конференции Big Eight, а в 1988 году был включён во 2-ю всеамериканскую сборную NCAA по версии Associated Press. В 1988 году Грейер выступал в составе национальной сборной США на Олимпийских играх в Сеуле, баскетболисты которой были удостоены бронзовых медалей. На драфте НБА 1988 года он был выбран в первом раунде под общим 13-м номером клубом «Милуоки Бакс». В течение девяти лет с переменным успехом выступал в пяти разных клубах НБА.
В апреле 2010 года Грэйер устроился на должность ассистента главного тренера в родную команду «Айова Стэйт Сайклонс», однако уже в августе того же года покинул команду и вернулся в родной штат Мичиган. Первоначально Джефф вошёл в тренерский штаб Грега Макдермотта, но новый наставник «Сайклонс» Фред Хойберг перевёл его на должность администратора команды, поэтому вскоре после этого он оставил свой пост. В качестве причины своего ухода из команды Джефф Грэйер сослался на то, что всё-таки хотел бы работать на должности помощника главного тренера, а не выполнять функции администратора.

## Статистика

### Статистика в НБА
| Сезон                                                                                    | Команда      | Регулярный сезон | Регулярный сезон | Регулярный сезон | Регулярный сезон | Регулярный сезон | Регулярный сезон | Регулярный сезон | Регулярный сезон | Регулярный сезон | Регулярный сезон | Регулярный сезон | Серия плей-офф | Серия плей-офф | Серия плей-офф | Серия плей-офф | Серия плей-офф | Серия плей-офф | Серия плей-офф | Серия плей-офф | Серия плей-офф | Серия плей-офф | Серия плей-офф |
| Сезон                                                                                    | Команда      | GP               | GS               | MPG              | FG%              | 3P%              | FT%              | RPG              | APG              | SPG              | BPG              | PPG              | GP             | GS             | MPG            | FG%            | 3P%            | FT%            | RPG            | APG            | SPG            | BPG            | PPG            |
| ---------------------------------------------------------------------------------------- | ------------ | ---------------- | ---------------- | ---------------- | ---------------- | ---------------- | ---------------- | ---------------- | ---------------- | ---------------- | ---------------- | ---------------- | -------------- | -------------- | -------------- | -------------- | -------------- | -------------- | -------------- | -------------- | -------------- | -------------- | -------------- |
| 1988/89                                                                                  | Милуоки      | 11               | 2                | 18,2             | 43,8             | 0,0              | 85,0             | 3,2              | 2,0              | 0,9              | 0,1              | 7,4              | Не участвовал  | Не участвовал  | Не участвовал  | Не участвовал  | Не участвовал  | Не участвовал  | Не участвовал  | Не участвовал  | Не участвовал  | Не участвовал  | Не участвовал  |
| 1989/90                                                                                  | Милуоки      | 71               | 40               | 20,1             | 46,0             | 12,5             | 65,1             | 3,1              | 1,5              | 0,7              | 0,1              | 7,7              | 4              | 0              | 3,0            | -              | -              | -              | 0,5            | 0,3            | 0,0            | 0,0            | 0,0            |
| 1990/91                                                                                  | Милуоки      | 82               | 7                | 17,3             | 43,3             | 0,0              | 68,7             | 3,0              | 1,5              | 0,6              | 0,1              | 6,4              | 3              | 0              | 12,3           | 38,5           | -              | 83,3           | 2,0            | 2,0            | 0,3            | 0,0            | 5,0            |
| 1991/92                                                                                  | Милуоки      | 82               | 11               | 20,2             | 44,8             | 28,8             | 66,7             | 3,1              | 1,8              | 0,8              | 0,2              | 9,0              | Не участвовал  | Не участвовал  | Не участвовал  | Не участвовал  | Не участвовал  | Не участвовал  | Не участвовал  | Не участвовал  | Не участвовал  | Не участвовал  | Не участвовал  |
| 1992/93                                                                                  | Голден Стэйт | 48               | 12               | 21,4             | 46,7             | 14,3             | 66,9             | 3,3              | 1,5              | 0,6              | 0,2              | 8,8              | Не участвовал  | Не участвовал  | Не участвовал  | Не участвовал  | Не участвовал  | Не участвовал  | Не участвовал  | Не участвовал  | Не участвовал  | Не участвовал  | Не участвовал  |
| 1993/94                                                                                  | Голден Стэйт | 67               | 4                | 16,4             | 52,6             | 16,7             | 60,2             | 2,9              | 0,9              | 0,5              | 0,2              | 6,8              | 3              | 0              | 15,3           | 55,0           | -              | 66,7           | 2,0            | 0,3            | 0,3            | 0,3            | 8,0            |
| 1994/95                                                                                  | Филадельфия  | 47               | 25               | 23,4             | 42,8             | 33,3             | 69,9             | 3,2              | 1,6              | 0,6              | 0,1              | 8,3              | Не участвовал  | Не участвовал  | Не участвовал  | Не участвовал  | Не участвовал  | Не участвовал  | Не участвовал  | Не участвовал  | Не участвовал  | Не участвовал  | Не участвовал  |
| 1996/97                                                                                  | Сакраменто   | 25               | 0                | 12,6             | 45,8             | 36,4             | 55,0             | 1,5              | 1,0              | 0,3              | 0,3              | 3,6              | Не участвовал  | Не участвовал  | Не участвовал  | Не участвовал  | Не участвовал  | Не участвовал  | Не участвовал  | Не участвовал  | Не участвовал  | Не участвовал  | Не участвовал  |
| 1997/98                                                                                  | Шарлотт      | 1                | 0                | 11,0             | 0,0              | 0,0              | -                | 0,0              | 1,0              | 0,0              | 0,0              | 0,0              | Не участвовал  | Не участвовал  | Не участвовал  | Не участвовал  | Не участвовал  | Не участвовал  | Не участвовал  | Не участвовал  | Не участвовал  | Не участвовал  | Не участвовал  |
| 1997/98                                                                                  | Голден Стэйт | 4                | 0                | 5,8              | 57,1             | 66,7             | -                | 1,0              | 0,3              | 0,5              | 0,0              | 2,5              | Не участвовал  | Не участвовал  | Не участвовал  | Не участвовал  | Не участвовал  | Не участвовал  | Не участвовал  | Не участвовал  | Не участвовал  | Не участвовал  | Не участвовал  |
|                                                                                          | Всего        | 438              | 101              | 18,9             | 45,7             | 25,5             | 66,3             | 3,0              | 1,4              | 0,6              | 0,1              | 7,4              | 10             | 0              | 9,5            | 48,5           | -              | 77,8           | 1,4            | 0,8            | 0,2            | 0,1            | 3,9            |
| Наведите курсор мыши на аббревиатуры в заголовке таблицы, чтобы прочесть их расшифровку. |              |                  |                  |                  |                  |                  |                  |                  |                  |                  |                  |                  |                |                |                |                |                |                |                |                |                |                |                |